# Secante (geometria)
Per retta secante di una curva si intende una retta che interseca la curva in due o più dei suoi punti. 
Questo termine deriva dal latino secare, per "tagliare".
Le secanti possono essere usate per approssimare le tangenti alla curva.
Per individuare la tangente ad una curva C in un suo punto P si possono considerare le secanti della C definite da due punti, uno dei quali P e l'altro Q variabile. Se si avvicina Q a P sulla curva e se questa è abbastanza regolare, la relativa secante si avvicina alla tangente in P (che la regolarità della C garantisce essere unica).
Di conseguenza si può dire che il limite della pendenza (o direzione) della secante in un punto è la pendenza (direzione) della tangente in questo punto.

## Approssimazione della secante

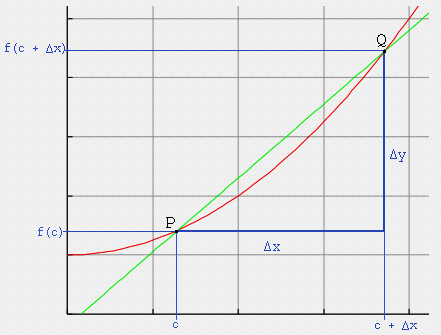
Approssimare le rette secanti

Si consideri la curva C definita da y = f(x) in un sistema di coordinate cartesiane, un suo punto P
di coordinate (c, f(c)) e un altro punto Q con coordinate (c + Δx, f(c + Δx)).
Allora la pendenza m della retta secante di C in P e Q, è data da:
{\displaystyle m={\frac {\Delta y}{\Delta x}}={\frac {f(c+\Delta x)-f(c)}{(c+\Delta x)-c}}={\frac {f(c+\Delta x)-f(c)}{\Delta x}}}
e la sua equazione da:
{\displaystyle y-f(c)=m(x-c)}
Il rapporto incrementale che costituisce l'ultimo membro della precedente relazione, quando Δx si avvicina a zero 
si avvicina alla derivata di f(c), ammesso che esista.